# متلألئة حمراء
متلألئة حمراء (الاسم العلمي:Luzula rufa) هي نوع من النباتات تتبع جنس المتلألئة من الفصيلة الأسلية.